# Planès
Planès (katalanisch gleichlautend) ist eine französische Gemeinde mit 56 Einwohnern (Stand 1. Januar 2022) im Département Pyrénées-Orientales in der Region Okzitanien. Sie gehört zum Arrondissement Prades und zum Kanton Les Pyrénées catalanes.

## Nachbargemeinden
Nachbargemeinden von Planès  sind Sauto im Norden, Fontpédrouse im Osten, Eyne im Süden und  Saint-Pierre-dels-Forcats im Westen.

## Bevölkerungsentwicklung
| Jahr      | 1962 | 1968 | 1975 | 1982 | 1990 | 1999 | 2013 |
| Einwohner | 54   | 31   | 29   | 42   | 33   | 27   | 54   |

## Sehenswürdigkeiten
- Kirche Notre-Dame-de-la-Merci
- Pont de Cassagne (Monument historique)

## Persönlichkeiten
- Albert Gisclard (1844–1909), Ingenieur, starb in Planès